# Erupció Hōei del Mont Fuji

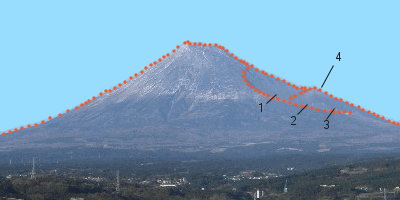
Formacions posteriors a l'erupció vist des del sud:
1: 1r cràter; 2: 2n cràter; 3: 3r cràter; 4: Mont Hōei

L'Erupció Hōei del Mont Fuji (宝永大噴火, Hōei dai funka?) va tenir lloc el 1707 (el quart any del període Hōei segons el calendari tradicional japonès).
El Mont Fuji ha tingut tres grans erupcions al llarg de la història: dues vegades durant el període Heian (les erupcions Enryaku i Jōgan), i un cop durant el període Edo (l'erupció Hōei d'aquest article). El Mont Fuji no ha tornat a entrar en erupció des d'aleshores.
Tot i que no va comportar vessament de lava, l'erupció Hoei va emetre una enorme quantitat de cendra volcànica, que es va escampar al voltant del volcà arribant fins i tot a Edo (actual Tòquio, a 100 km del Mont Fuji.) El volum de la cendra expulsat s'ha estimat en 800.000.000 m³.
L'erupció va esclatar al vessant sud-oest del Mont Fuji, i va formar tres nous cràters, anomenats 1r, 2n i 3r cràters Hōei.

## Desastres secundaris

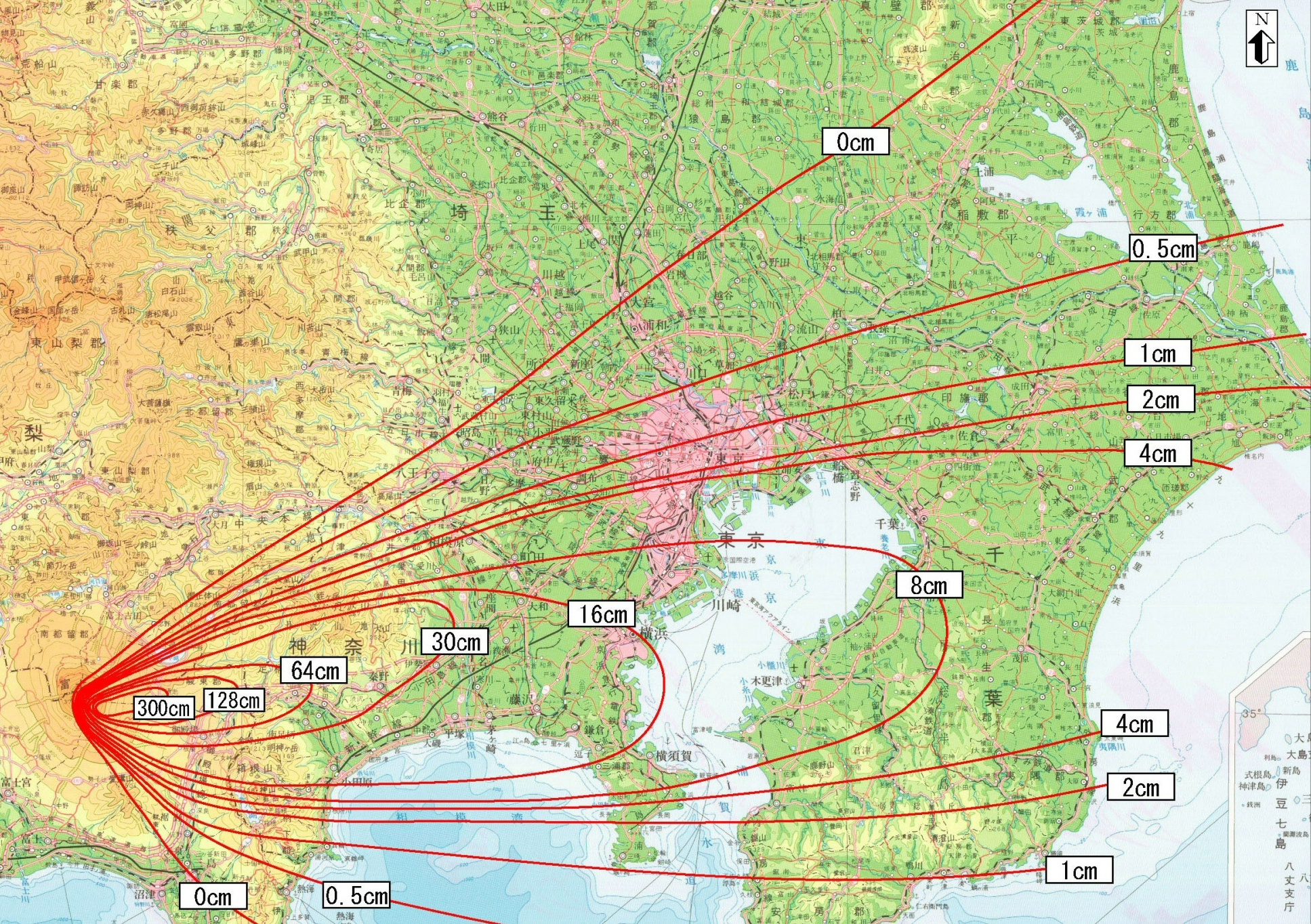
Mapa de la dispersió de la cendra volcànica de l'erupció Hoei

L'any següent a l'erupció, el riu Sakawa es va desbordar i va provocar inundacions a la zona, a causa dels sediments de cendres volcàniques.
Les cendres van anar dipositant-se en els camps de cultiu situats a l'est de la Muntanya Fuji i, per poder continuar conreant, els grangers van anar acumulant els productes volcànics a grans piles en abocadors. En caure la pluja es va emportar tots aquests munts de terra i cendres i les va arrossegar cap als rius, pel qual va disminuir la profunditat d'alguns d'aquests rius. A més, al riu Sakawa algunes de les cendres volcàniques més voluminoses van anar creant embassaments temporals d'aigua al llarg del seu recorregut.
Finalment, les pluges dels dies 7 i 8 d'agost de l'any següent a l'erupció van provocar un lahar, allau de cendres volcàniques i fang que va trencar aquests embassaments i va inundar la plana d'Ashigara.